# Pevnost Rohtas
Pevnost Rohtas se nachází v Pákistánu. Je velmi rozsáhlá a její počátky sahají do 16. století. Do dnešních dnů se zachovala ve velmi dobré stavu a tvoří jednu z hlavních památek Pákistánu. V roce 1997 byla přijata ke světovému dědictví UNESCO.